# Desmatoneura albifacies
Desmatoneura albifacies är en tvåvingeart som först beskrevs av Macquart 1840.  Desmatoneura albifacies ingår i släktet Desmatoneura och familjen svävflugor. Inga underarter finns listade i Catalogue of Life.